# Cucina centrafricana
La cucina centrafricana include i cibi e le pratiche culinarie della Repubblica Centrafricana; essa condivide molte caratteristiche della cucina degli altri Stati dell'Africa centrale.

## Prodotti di base
La manioca costituisce un alimento di base; essa è cucinata in modi diversi, a dare piatti tra loro differenti (come il gozo o il chikwangue). Sono molto consumati nel Paese anche altri tuberi, tra cui le patate dolci, il taro e l'igname; sono, inoltre, frequentemente consumati i legumi e i plátani (una varietà di banane molto diffusa in Africa).
Sono inoltre apprezzate la carne bovina di animali allevati dalla sub-etnia dei Wodaabe (un sottogruppo dei Fulani), la carne di capra, il pollo e la selvaggina di diverse tipologie. Anche il pesce è molto consumato e apprezzato: sono frequentemente consumati esemplari di perca del Nilo (Lates niloticus) e di pesce gatto.

## Galleria d'immagini

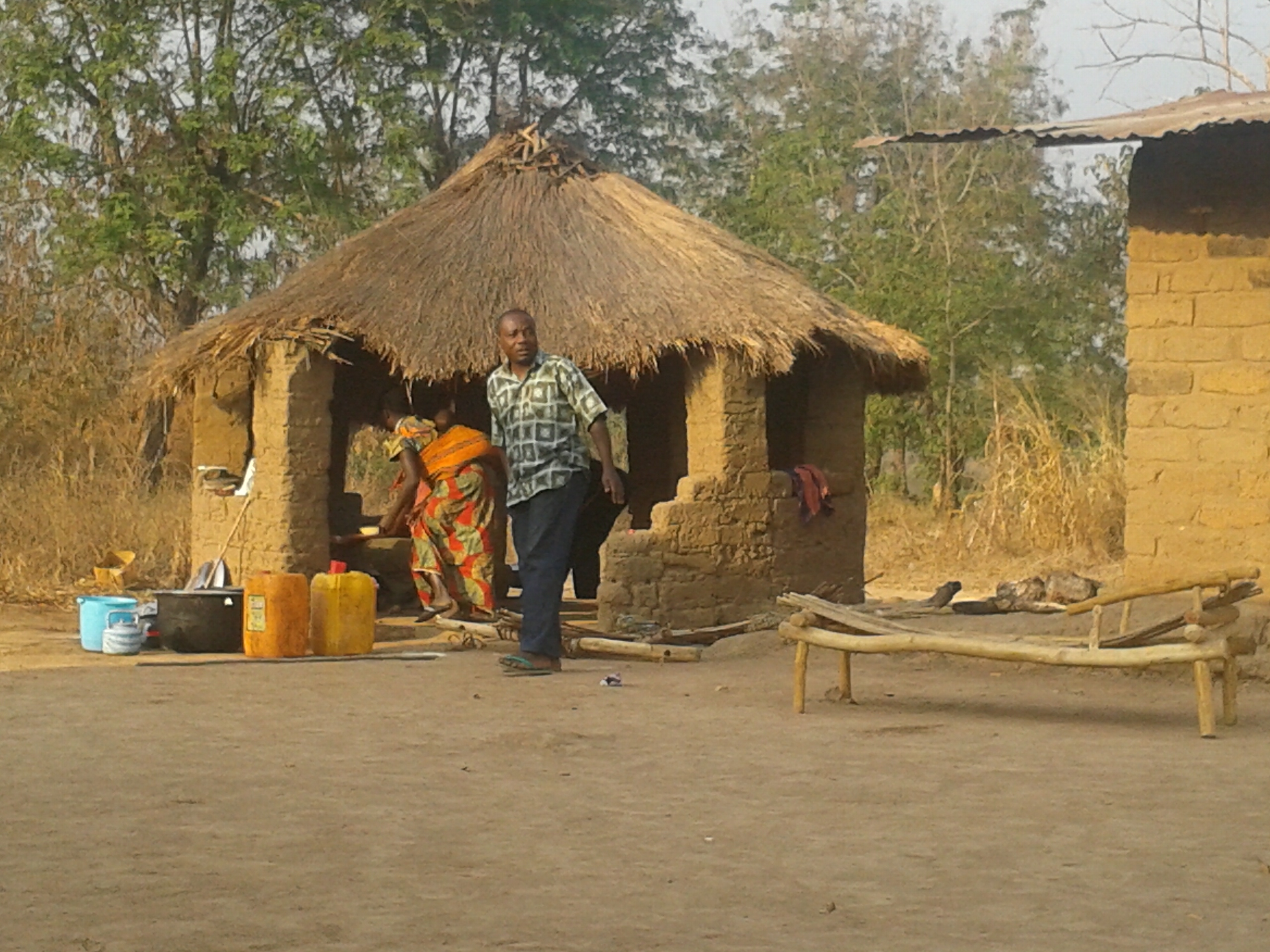
Capanna per il deposito dei raccolti
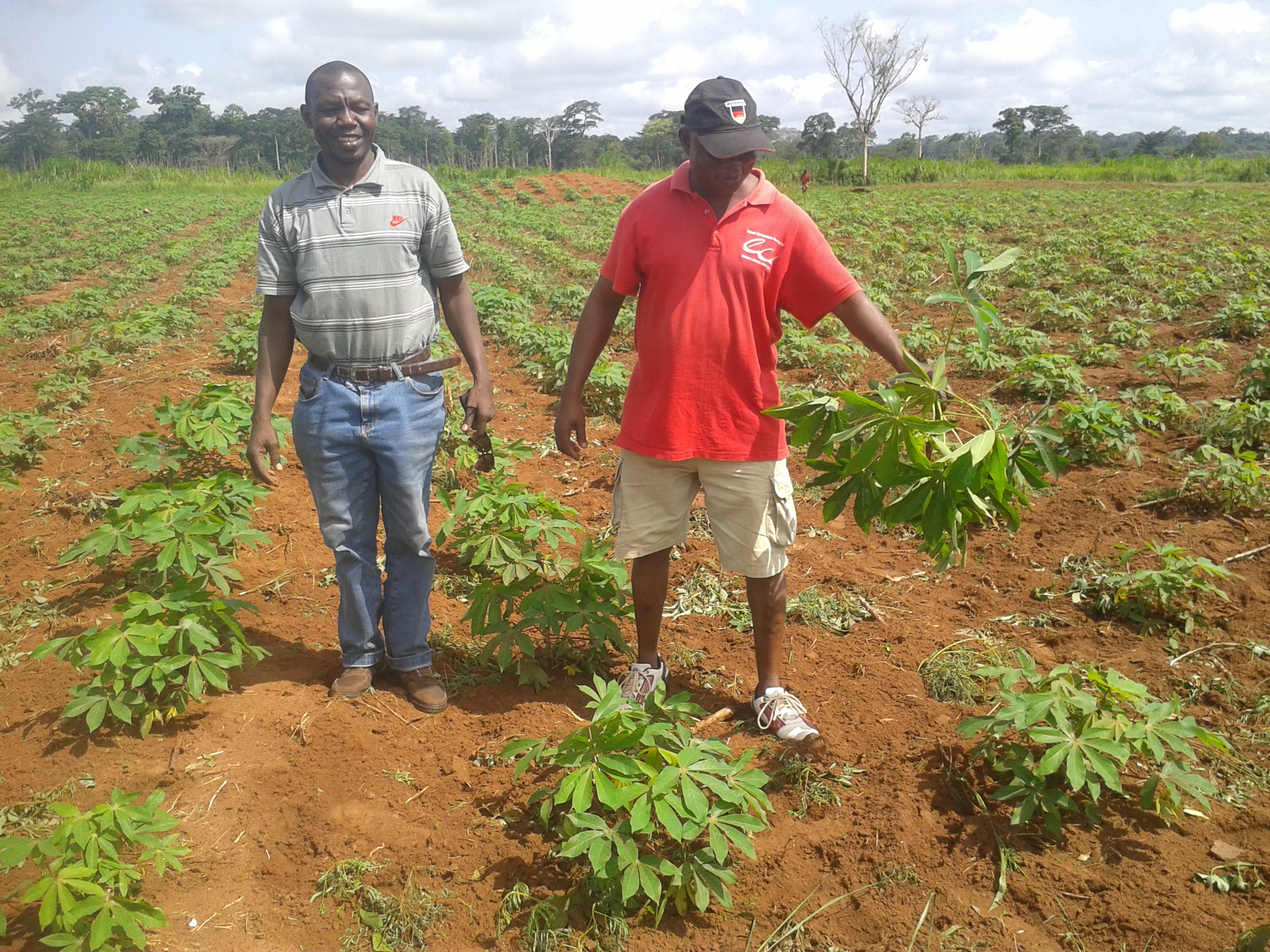
Coltivazione della manioca
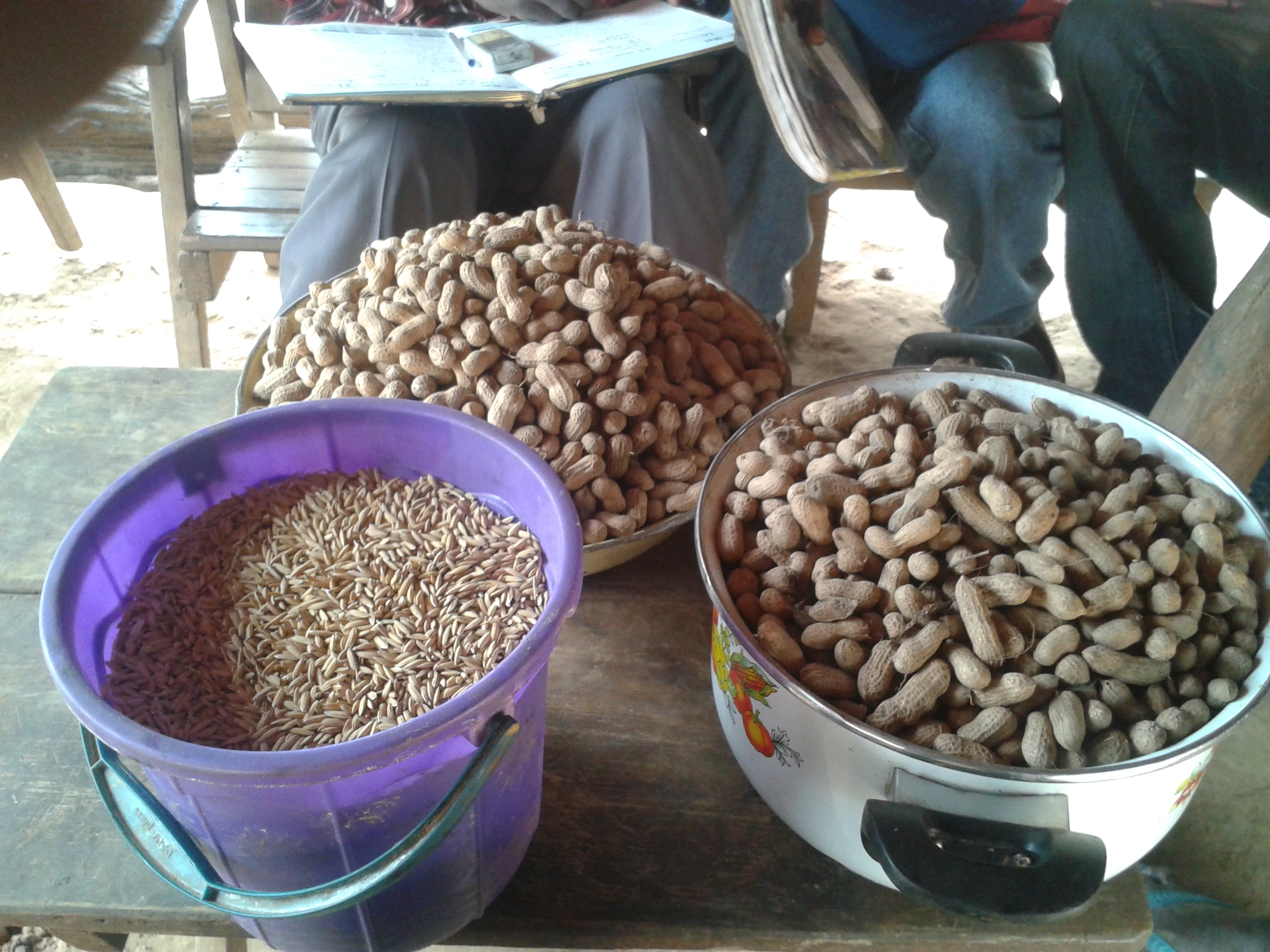
Arachidi e riso
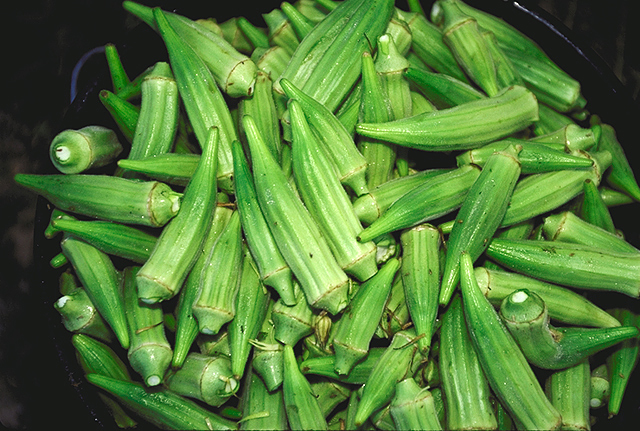
"Gombi" appena colti
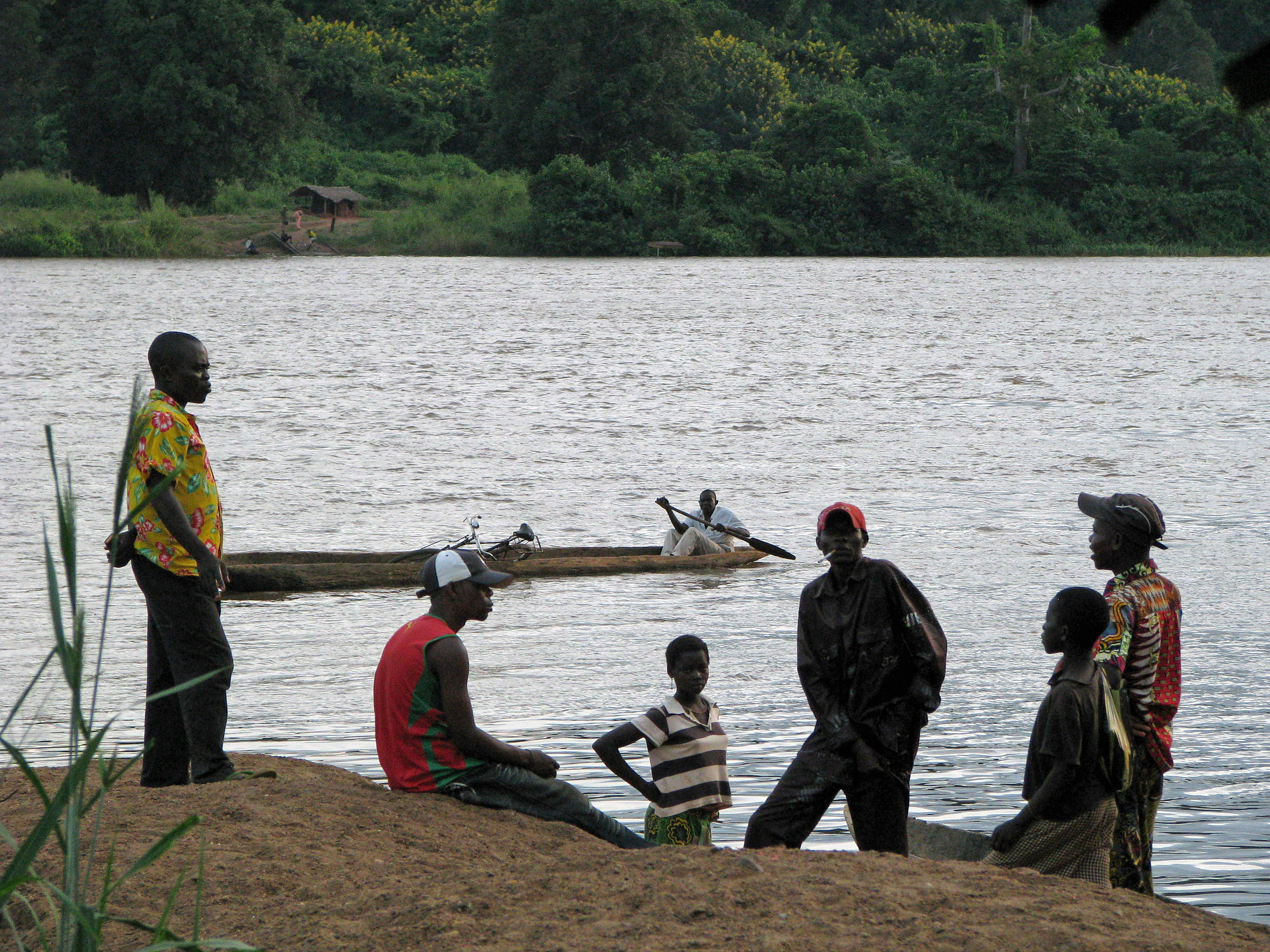
Pescatori sulle rive del fiume Mbomou